# 乞伏吐雷
乞伏吐雷（?—?），西秦宗室，陇西鲜卑乞伏傉大寒的兄弟，乞伏司繁的从叔（叔父），乞伏祁埿的儿子。
371年，前秦益州刺史王统在度坚山攻打陇西鲜卑人乞伏司繁，乞伏司繁率领三万骑兵在苑川抵抗王统。王统偷袭度坚山，乞伏司繁属下的五万多部众全都投降了王统，他的兵众听说妻儿已经投降了前秦，不战而溃。乞伏司繁只好投降王统。前秦天王苻坚任命乞伏司繁为南单于，把他留在长安。任命乞伏吐雷为勇士护军，去安抚部众。